# Waarderkapelke

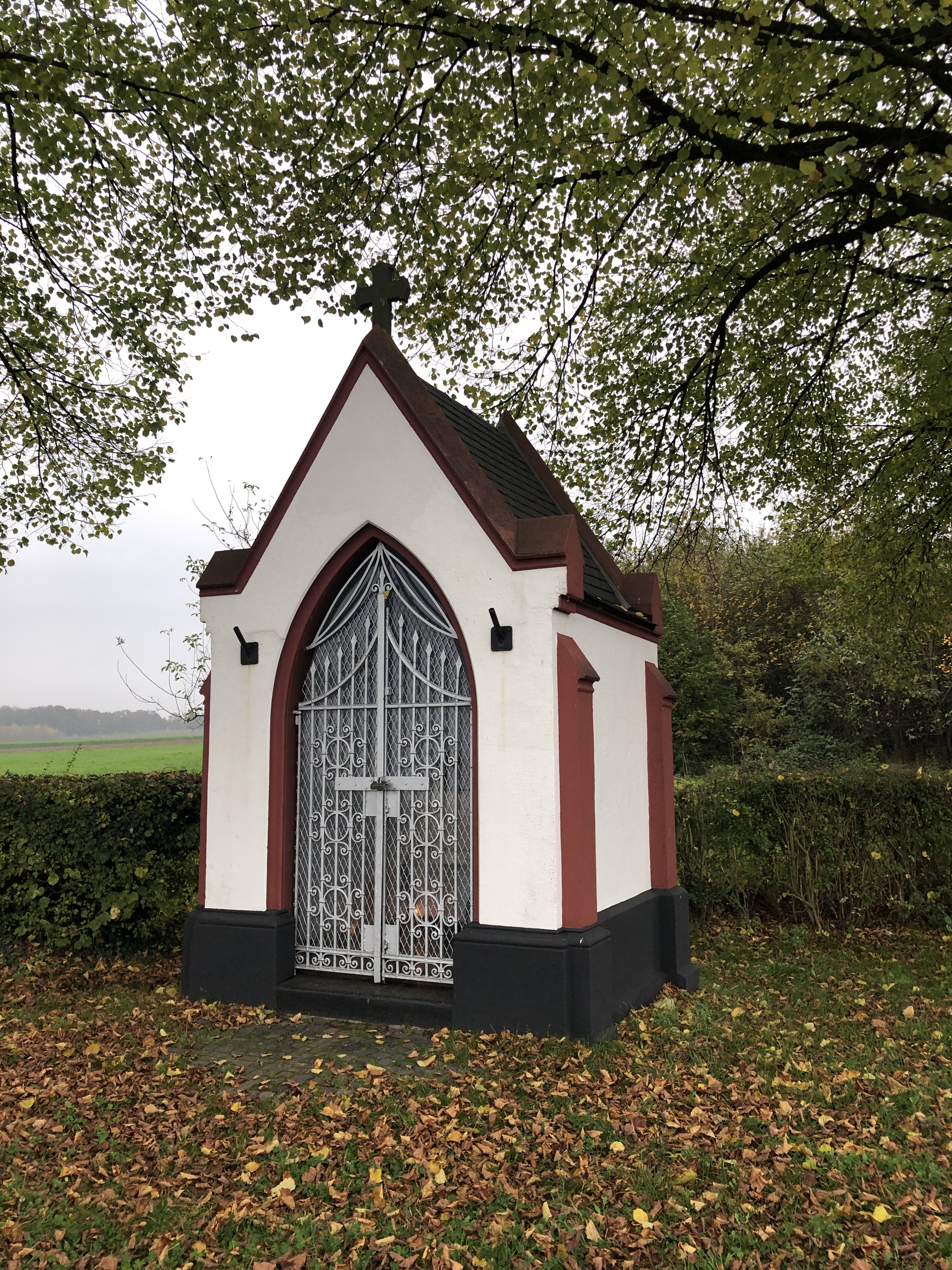
Het Waarderkapelke.

Het Waarderkapelke is een kapel bij Waubach in de Nederlands Zuid-Limburgse gemeente Landgraaf. De kapel staat in de velden niet ver van het Rimburgerbos in de overgang van het Plateau van Nieuwenhagen naar het dal van de Worm aan de splitsing van de Kerkveldweg en de Warderweg.
De kapel is gewijd aan Maria, specifiek aan Onze-Lieve-Vrouw van Lourdes.

## Geschiedenis
In 1913 werd de kapel gebouwd in de plaats van een kruis dat eerder op deze plek had gestaan.
In het najaar van 1944 in de Tweede Wereldoorlog raakte de kapel beschadigd en de kapel werd na de oorlog gerestaureerd.

## Bouwwerk
De kapel is gebouwd op een rechthoekig plattegrond onder een verzonken zadeldak met zwarte bitumineuze kunstleien. De kapel is wit geschilderd op een zwart basement en bruin geschilderde steunberen, daklijsten en toegangslijst. De beide zijgevels hebben elk twee bruin geschilderde steunberen. De achtergevel en frontgevel hebben schouderstukken en de frontgevel wordt getopt door een kruis op de topgevel. In de frontgevel bevindt zich de spitsboogvormige toegang die afgesloten wordt met een wit geschilderd smeedijzeren hek.
In de kapel is tegen de achterwand het altaar geplaatst dat aan de voorzijde voorzien is van een reliëf in de vorm van een vierblad. Het basement van het altaar was voordien het voetstuk van het wegkruis dat op de plaats van de kapel gestaan heeft. Op het altaar staat het Mariabeeld die Maria weergeeft met haar blik naar boven gericht en haar handen gevouwen. Achter het Mariabeeld is op de achterwand een houten kruis met zilverkleurige corpus met rozenkrans opgehangen. Dit corpus is ook weer van het oude wegkruis.